# Montanhas Diablo

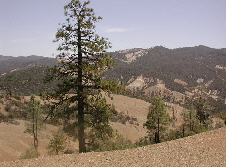
As Montanhas Diablo nos arredores das Montanha San Benito

A Montanhas Diablo são uma cadeia montanhosa na costa do estado americano da Califórnia a leste da baía de São Francisco, ao sul do Vale do Salinas.

## Geografia
As Montanhas Diablo se estendem do Carquinez Strait  ao norte até Orchard Peak no sul, próximo ao ponto onde cruza com a Rota 46 da Califórnia.